# 2356 Hirons
A 2356 Hirons (ideiglenes jelöléssel 1979 UJ) egy kisbolygó a Naprendszerben. Edward L. G. Bowell fedezte fel 1979. október 17-én.